# شبکه یک
شبکهٔ یک یا شبکهٔ ملی یکی از شبکه‌های تلویزیونی دولتی کشور ایران است که در مجموعهٔ سازمان صدا و سیمای جمهوری اسلامی ایران مدیریت می‌شود. این شبکه که از طرف مسئولان اجرائی‌اَش با نام شبکهٔ ملی نیز یاد می‌شود، اولین رسانهٔ تصویری فارسی‌زبان در جهان است. پخشِ برنامه‌های شبکه با فرمت HD و کدک HEVC نیز از گیرَنده‌های زمینی و ماهواره‌ای از ۹ آذر ۱۳۹۹ آغاز شد. 
ت می‌کرد.
با سفر محمدرضا پهلوی به فرانسه و طیِ قراردادی با ژاک شیراک نخست‌وزیر وقت فرانسه، ایران سیستم رنگی سکام را از این کشور خرید و در ۵ بهمن ۱۳۵۰ شبکه یک سیما افتتاح شد. در سال ۱۳۵۴، این شبکه پخشِ برنامه‌هایش به صورت رنگی را آغاز کرد.
پس از انقلاب اسلامی ایران نام این شبکه از تلویزیون ملی به نام فعلی‌اَش تغییر کرد. از سال‌های میانی دههٔ ۱۳۸۰ شمسی از این شبکه با نام شبکه ملی نیز یاد می‌شود.
در دورانِ مدیریت علی لاریجانی بر صدا و سیما این شبکه سیستم پخش رنگی خود را از سکام به پال تغییر داد. شبکه یک در تاریخ ۱۱ اسفند ۱۴۰۳ و همزمان با آغاز ماه رمضان، گرافیک و هویت بصری خود را به‌روز رسانی کرد.

## گسترهٔ پخش
این شبکه هم‌اکنون توسط ۲ ماهوارهٔ اینتل‌ست ۳۹ و بدر ۵ در ایران و بخش‌هایی از آسیا قابل دریافت است. همچنین این شبکه توسط صدها ایستگاه رله در سراسر ایران قابل دریافت است. این شبکه از طریق شبکه‌های تلویزیون کابلی در افغانستان نیز قابل دریافت است.

## گروه‌های برنامه‌ساز
این شبکه محتوایی سیاسی اجتماعی فرهنگی دارد. بخش‌های خبری، یکی از مهم‌ترین برنامه‌های این شبکه هستند. بخش‌های خبری اصلی شبکه اول در ساعت‌های ۸ بامداد، ۱۴ و ۲۱ پخش می‌شوند.

### برنامه‌های تاک‌شو و ترکیبی
برنامه‌های امروز هنوز تموم نشده، امروزی‌ها، فرمول یک، ثریا، این شب‌ها، سیمای خانواده، صبح بخیر ایران، آفتاب شرقی، پایش، حرف حساب و ورزش و مردم از جمله برنامه‌های شبکه یک سیما می‌باشند.

### گروه فیلم و سریال
این گروه که قدیمی‌ترین گروه سریال‌ساز تلویزیون بود، به تهیه انواع مجموعه‌های طنز، اجتماعی، درام‌های خانوادگی و فیلم‌های تلویزیونی می‌پرداخت. تولید مجموعه‌های مناسبتی در تعطیلات عید نوروز، ماه رمضان و ماه محرم از دیگر وظایف این گروه بود. از سال ۱۴۰۲ در پی تغییر تشکیلات سریال سازی، گروه فیلم و سریال این شبکه، از چارت برنامه‌سازی تلویزیون حذف شد. با تغییرات رخ‌داده، شبکه یک محصولات تولید شده در سیمافیلم که متولی اصلی تولید سریال در صدا و سیمای جمهوری اسلامی ایران به‌شمار می‌رود را پخش می‌کند.
از مهمترین کارگردانان تلویزیون ایران نظیر سیروس مقدم، حسن فتحی، محمدحسین لطیفی و سعید آقاخانی نیز سابقه ساخت چندین سریال برای این شبکه را دارا هستند. در دهه ۷۰ این شبکه با پخش سریال‌هایی چون روزی روزگاری و مردان آنجلس توانست مخاطبان فراوانی را پای این شبکه بنشاند، در دهه ۸۰ نیز سریال‌های پرطرفداری چون خواب و بیدار، شب دهم، مدار صفر درجه، کلانتر، در چشم باد، مختارنامه، یوسف پیامبر، سه در چهار و چاردیواری روی آنتن این شبکه رفتند و از مهمترین آثار شبکه یک در دهه ۹۰ می‌توان به پایتخت، میکائیل، سقوط یک فرشته، زیر پای مادر، پشت بام تهران نون خ، و دودکش اشاره کرد.

## رویدادها

### هک صدا و سیما
روز پنج‌شنبه ۷ بهمن ۱۴۰۰ رسانه‌های ایران از هک شدن چند شبکه صدا و سیمای جمهوری اسلامی از جمله شبکه یک سیما خبر دادند که برای لحظاتی تصاویری از مریم رجوی و مسعود رجوی از رهبران سازمان مجاهدین خلق و تصویری از سید علی خامنه‌ای با ضربدر قرمز که روی آن شعار «مرگ بر خامنه‌ای، درود بر رجوی» دیده می‌شد، همراه با صدای مردی که شعار می‌داد «درود بر رجوی، مرگ بر خامنه‌ای» به مدت ۱۰ ثانیه پخش شد.

## ادغام بخش خبری
به گفته حسن عابدینی سرپرست خبرگزاری صدا و سیما در طرح هم‌افزایی در صدا و سیما از ۱۵ اسفند ۱۴۰۰ بخش‌های خبری ساعت ۸، ۱۴ و ۲۱ شبکه یک سیما هم‌زمان از شبکه خبر و شبکه یک پخش می‌شوند. همچنین بخش خبری ساعت ۱۹ نیز از شبکه یک سیما حذف و در شبکه خبر ادغام شد.

## مدیران کنونی شبکه
1. میثم مرادی بیناباج (مدیر شبکه)
2. پژمان محمدی (قائم مقام شبکه)
3. مجید خواجه نژاد (مدیر پخش)
4. محمد شهبازی (مدیر تامین برنامه)
5. امین سردارآبادی (مدیر گروه دانش و اقتصاد)
6. محسن فراهانی [۹] (مدیر گروه اجتماعی)
7. علی عبداللهی (مدیر امور مالی و اداری)
8. جواد اسناوندی (مدیر تولید و فنی)
9. مجید نوروزی (مدیر طرح و برنامه)
10. عمران صاحب جمعیان ( مدیر گروه معارف اسلامی )
11. خدیجه احمدمهرابی (مدیر اطلاعات و برنامه‌ریزی)
12. حسین جودوی منبع (مدیر گروه فرهنگ ، هنر ، تاریخ)
13. محمد علیزاده قمصری 10(مدیر آرشیو)

## لوگوها

نشان‌نوشت (از دههٔ ۷۰ خورشیدی برای کاربردهای بین‌المللی)[۱۰]
نشان‌واره (لوگوی شبکه یک از ۱۳۷۲ تاکنون)
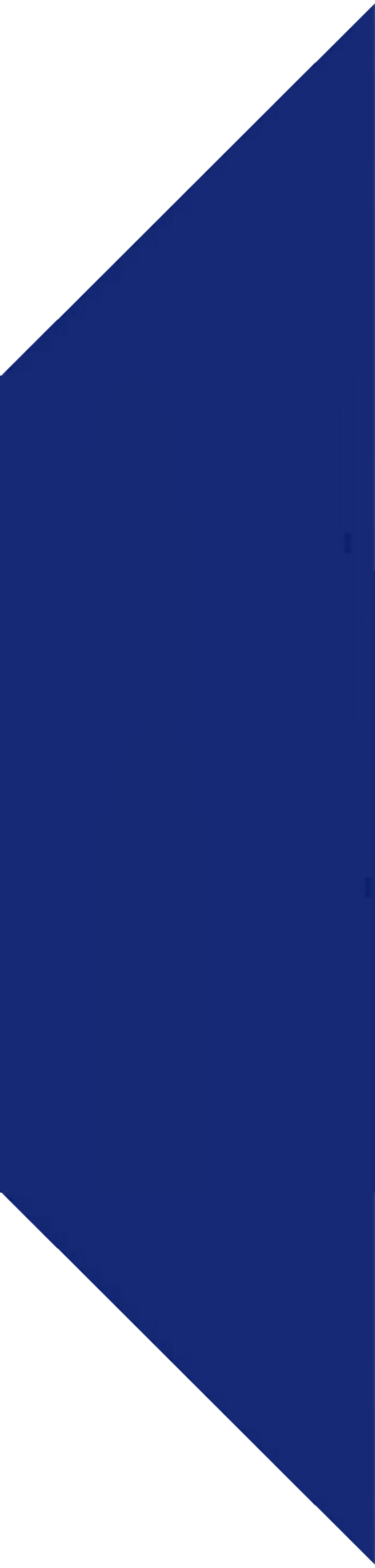
لوگوی دوم شبکه یک که همزمان با تغییر هویت بصری شبکه یک در ۱۱ اسفند سال ۱۴۰۳،رونمایی شد.

نشان شبکه یک سیما بخشی از نشان رسمی سازمان صدا و سیما است که از سال‌های ۷۲ در پخش شبکه به عنوان علامت یا نماد تصویری شبکه معرفی شد. این نشان از دو شکل مربع، در بخش بیرونی و دایره در بخش درونی تشکیل شده‌است. رنگ نشان‌واره نیز آبی فیروزه‌ای (رنگ آبی) است که در کاشی‌کاری و معماری ایران کاربرد فراوانی داشته‌است.
همچنین از شب شنبه ۱۱ اسفند ۱۴۰۳ همزمان باشروع ماه رمضان هویت بصری و یک لوگو جدید(حالت سه بعدی از عدد یک) و خانواده رنگی، آرم استیشن ها و میان برنامه ها و زیرنویس با گرافیک جدید روی آنتن رفت.